# Fatiga de ciclo bajo
La fatiga de bajo número de ciclos (LCF) tiene dos características fundamentales: deformación plástica en cada ciclo; y fenómeno de ciclo bajo, en el que los materiales tienen una resistencia finita para este tipo de carga. El término ciclo se refiere a aplicaciones repetidas de la tensión que conducen a una eventual fatiga y fallo; ciclo bajo se refiere a un largo período entre aplicaciones.
Los estudios de la fatiga de materiales se centran principalmente en dos campos: la aplicación en el diseño con respecto al tamaño en aeronáutica y en la producción de energía utilizando métodos de cálculo avanzados. El resultado permite estudiar el comportamiento del material con mayor profundidad para comprender mejor los complejos fenómenos mecánicos y metalúrgicos (propagación de la grieta, trabajo ablandamiento, concentración de tensión, endurecimiento de trabajo, etc.)

## Historia

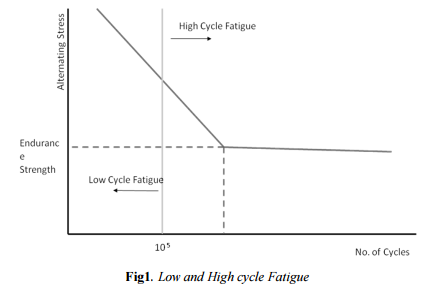
Comparación de número de ciclos con falla para fatiga de ciclo bajo y fatiga de ciclo alto.

Los factores comunes que se han atribuido a la fatiga de ciclo bajo son altos estrés niveles y un LCF hasta fallar. Se han realizado muchos estudios, particularmente en los últimos 50 años sobre metales y la relación entre la  temperatura, tensiones y número de ciclos hasta la falla. Las pruebas se utilizan para trazar una Curva S-N, y se ha demostrado que el número de ciclos hasta fallar disminuye al aumentar la temperatura. Sin embargo, las pruebas exhaustivas habrían sido demasiado costosas, por lo que los investigadores recurrieron principalmente al uso análisis de elementos finitos utilizando software de computadora
A través de muchos experimentos, se ha encontrado que las características de un material pueden cambiar como resultado de fatiga de ciclo bajo. Fracturas por ductilidad tienden a disminuir, y la magnitud depende de la presencia de pequeñas grietas al empezar. Para realizar estas pruebas, generalmente se utilizaron máquinas de prueba electrohidráulica servocontrolada, ya que son capaces de no cambiar la amplitud de tensión. También se descubrió que la realización de pruebas de fatiga de ciclo bajo en probetas con agujeros ya perforados eran más susceptibles a la propagación de fisuras y, por tanto, a una mayor disminución de la ductilidad de la fractura. Esto fue cierto a pesar de los pequeños tamaños de los orificios, que van desde 40 a 200 μm

## Características
Cuando un componente está sujeto a fatiga de ciclo bajo, se deforma plásticamente en varias repeticiones. Por ejemplo, si una pieza se carga en tensión hasta que se deforme permanentemente (deformación plástica), eso se consideraría un medio ciclo de fatiga de ciclo bajo o LCF. Para completar un ciclo completo, la pieza necesitaría deformarse de nuevo a su forma original. El número de ciclos LCF que puede soportar una pieza antes de fallar es mucho menor que el de la fatiga normal.
Esta condición de alta cepa cíclica es a menudo el resultado de condiciones de funcionamiento extremas, como grandes cambios de temperatura. Las tensiones térmicas originarias de un expansión o contracción de materiales pueden exacerbar las condiciones de carga de una pieza y las características LCF pueden entrar en juego.

## Mecánica
Una ecuación que describe el comportamiento de la fatiga de ciclo bajo es la relación de Coffin-Manson (publicado por L. F. Coffin en 1954 y S. S. Manson en 1953):
| Símbolo                                   | Nombre                                                      | Definición |
| ----------------------------------------- | ----------------------------------------------------------- | --- |
| {\displaystyle \Delta \varepsilon _{p}/2} | Amplitud plástica de deformación unitaria                   | |
| {\displaystyle E}                         |                                                             | |
| {\displaystyle 2N}                        | Número de reversiones a la falla ({\displaystyle N} ciclos) | |
|                                           | Constantes empíricas                                        | |
| {\displaystyle \varepsilon _{f'}}         | Coeficiente de ductilidad a la fatiga                       | Definida por la intercepción de la deformación unitaria en {\displaystyle 2N=1}                                         |
| {\displaystyle \zeta _{f'}}               | Coeficiente                                                 | |
| {\displaystyle b}                         | Exponente de fragilidad a la fatiga                         | |
| {\displaystyle c}                         | Exponente de ductilidad a la fatiga.                        | Comúnmente rondando entre -0.5 a -0.7. Pequeños resultados de {\displaystyle c} conllevan a una larga vida a la fatiga. |

La primera mitad de la ecuación indica la región plástica y la segunda mitad de la ecuación indica la región elástica.

## Fallas notables
Un evento digno de mención en el que la falla fue resultado de LCF fue el Terremoto de Northridge de 1994. Muchos edificios y puentes se derrumbaron y, como resultado, más de 9.000 personas resultaron heridas. Investigadores de la Universidad del Sur de California analizaron las áreas principales de un edificio de diez pisos que fueron sometidas a fatiga de ciclo bajo. Desafortunadamente, había datos experimentales limitados disponibles para construir directamente una curva SN para fatiga de ciclo bajo, por lo que la mayor parte del análisis consistió en graficar el comportamiento de fatiga de ciclo alto en una curva SN y extender la línea para ese gráfico para crear la porción de la curva de fatiga de ciclo bajo utilizando el método Palmgren-Miner. En última instancia, estos datos se utilizaron para predecir y analizar con mayor precisión tipos de daños similares que el edificio de acero de diez pisos en Northridge enfrentado.

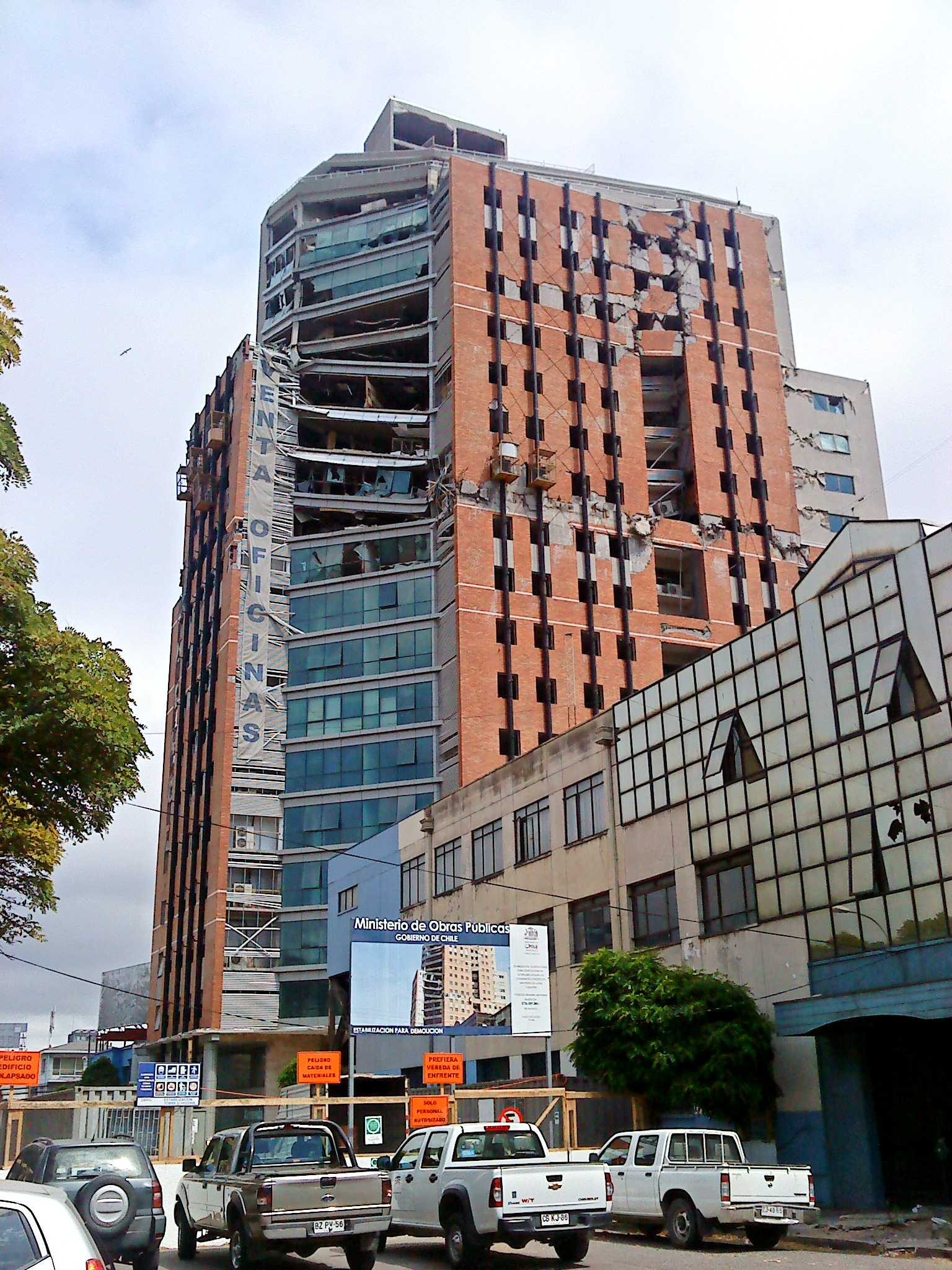
La Torre O'Higgins de 21 pisos parcialmente derrumbada en Concepción. El terremoto de 2010 en Chile provocó fallas por fatiga en elementos estructurales.

Otro evento más reciente fue el Terremoto de Chile de 2010, el cual varios investigadores de la Universidad de Chile realizaron reportes de múltiples estructuras de hormigón armado dañadas a lo largo del país por el evento sísmico. Muchos elementos estructurales como vigas, muros y columnas fallaron por fatiga, quedando expuestos los refuerzos de acero usados en el diseño con claras muestras de pandeo longitudinal. Este evento provocó que las normas chilenas de diseño sísmico tuviesen que actualizarse basadas en las observaciones en estructuras dañadas provocadas por el terremoto.